# Observation Hill
Observation Hill, communément appelée Ob Hill, prononcé /ɒb hɪl/, est une colline de l'île de Ross en Antarctique et surplombant la base antarctique McMurdo.

## Géographie
Observation Hill est située en Antarctique, dans le sud de l'île de Ross, à l'extrémité méridionale de la péninsule de Hut Point. Culminant à 228 mètres d'altitude, elle est généralement gravie afin d'obtenir un panorama du sud de l'île de Ross, des monts Terror, Terra Nova et Erebus, du détroit de McMurdo, de la barrière de Ross et de la chaîne Transantarctique sur le continent.

## Histoire
Une grande croix de bois a été érigée au sommet de la colline à la mémoire des morts de l'expédition Terra Nova menée par Robert Falcon Scott entre 1910 et 1913. Les noms des disparus y ont été inscrits ainsi qu'une courte citation du poème Ulysse d'Alfred Tennyson : To strive, to seek, to find, and not to yield (« Travailler, chercher, trouver, et ne pas céder. »)
À mi-hauteur se trouve une plaque commémorative décrivant en détail les réalisations de la PM-3A, première centrale nucléaire en Antarctique.

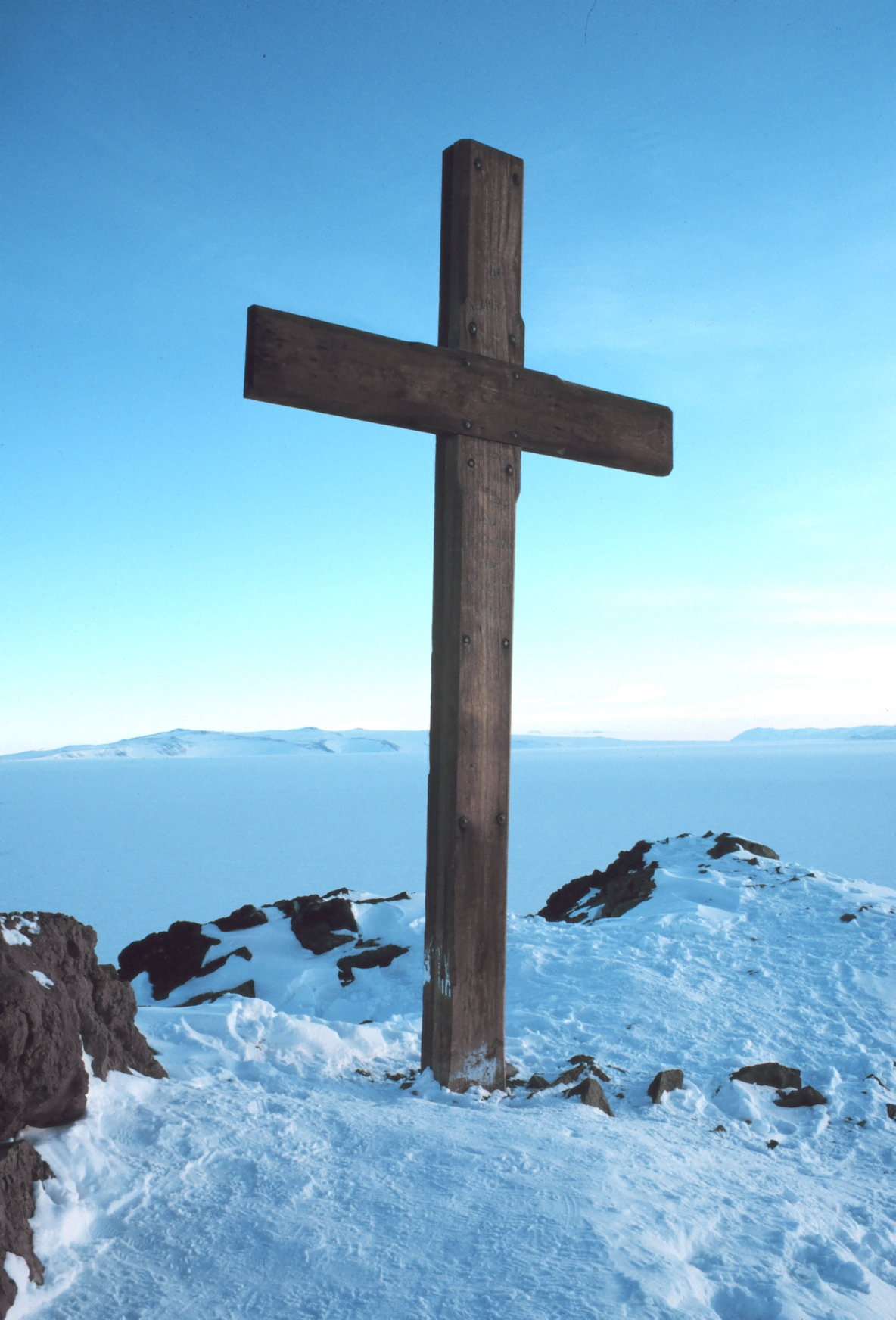
La croix d'Observation Hill